# Саобраћај у Украјини

Република Украјина је једна од највећих земаља Европе, која се протеже кроз неколико прометно веома важних области 
(средња Европа, област Црног мора, област Карпата, источна Европа, Подунавље, Панонска низија). Због тога постоје изванредне могућности за развој саобраћаја и саобраћајне мреже, али због скорашње историје прави развој ове области тек предстоји.
Украјина има развијен друмски, железнички, ваздушни и водни саобраћај. Највећи саобраћајни чвор је главни град, Кијев, али због пространства државе и постојања јаких обласних средишта, важни саобраћани чворови су и Харков, Одеса, Дњепар, Доњецк, Лавов.

## Железнички саобраћај
Погледати: државно предузеће за железницу - Укражализница
По подацима из 1994. године укупна дужина железничке мреже у Украјини је 23.350 km, од чега је 9000 km електрификовано. Ово се односи на пруге широког колосека (1520 mm), особене за земље бившег СССРа. У земљи постоји и 201 km пруга стандардне ширине колосека (1435 mm). Најважнији железнички чвор је Кијев.
Градска железница је присутона у више украјинских градова. Градови са класичним метроом су Кијев, Харков, Дњепар, док лаки метро има Кривој Рог. Трамвајски систем поседује много више градова.

Железничка веза са суседним земљама:
- Молдавија - да
- Румунија - да, уз промену ширине газа
- Мађарска - да, уз промену ширине газа
- Словачка - да, уз промену ширине газа
- Пољска - да, уз промену ширине газа
- Белорусија - да
- Русија - да

## Друмски саобраћај
Укупна дужина путева у Украјини у 2004. години је 169.477 km, од чега је са чврстом подлогом 164.732 km (при чему се под овим подразумевају и путеви типа макадама). Дужина савремених ауто-путева тренутно износи само 15 km (на рпилазу Кијеву), али се у наредним годинама очекује изградња нових деоница. Такође, на прилази великим градовима постоје дуже деонице путева са четири траке.
Државни магистрални путеви се углавном поклапају са европским коридорима и носе двозначну ознаку „М+број“. Путеви нижег ранга данас су у доста лошем стању и испод европских стандарда су.

Државни магистрални путеви су:
- "Ауто-пут М1“, Кијев - Кипти - Чернигов - граница са Белорусијом (ка Гомељу), укупна дужина пута је 206 km.
- "Ауто-пут М2“, Кипти - граница са Русијом (ка Брјанску), укупна дужина пута је 242 km.
- "Ауто-пут М3“, Кијев - Полтава - Харков - Доњецк - граница са Русијом (ка Ростову на Дону), укупна дужина пута је 844 km.
- "Ауто-пут М4“, Знамјанка - Дњепар - Доњецк - Луганск - граница са Русијом, укупна дужина пута је 567 km.
- "Ауто-пут М5“, Кијев - Бјелаја Церков - Умањ - Одеса, укупна дужина пута је 478 km.
- "Ауто-пут М6“, Кијев - Житомир - Ровно - Лавов - Ужгород - граница са Мађарском, укупна дужина пута је 846 km.
- "Ауто-пут М7“, Кијев - Сарни - Ковељ - граница са Пољском (ка Варшави), укупна дужина пута је 487 km.
- "Ауто-пут М8“, „прстен“ око Ужгорода, укупна дужина пута је 14 km.
- "Ауто-пут М9“, Лавов - граница са Пољском (ка Варшави), укупна дужина пута је 63 km.
- "Ауто-пут М10“, Лавов - граница са Пољском (ка Кракову), укупна дужина пута је 62 km.
- "Ауто-пут М11“, Лавов - граница са Пољском (ка Пшемислу), укупна дужина пута је 72 km.
- "Ауто-пут М12“, Стриј - Тернопољ - Кропивницки - Знамјанка, укупна дужина пута је 747 km.
- "Ауто-пут М13“, Кропивницки - Платонов - граница са Молдавијом, укупна дужина пута је 254 km.
- "Ауто-пут М14“, Одеса - Херсон - Николајев - Мелитопољ - граница са Русијом (ка Таганрогу), укупна дужина пута је 624 km.
- "Ауто-пут М15“, Одеса - Измаил - Рени - граница са Молдавијом ка (Букурешту), укупна дужина пута је 244 km.
- "Ауто-пут М16“, Одеса - граница са Молдавијом (Придњестровље), укупна дужина пута је 59 km.
- "Ауто-пут М17“, Херсон - Џанкој - Феодосија - Керч, укупна дужина пута је 424 km.
- Ауто-пут М18, Харков - Дњепар - Запорожје - Мелитопољ - Џанкој - Симферопољ - Јалта, укупна дужина пута је 683 km.
- "Ауто-пут М19“, граница са Белорусијом - Ковељ - Луцк - Тернопољ - Черновци - граница са Румунија, укупна дужина пута је 504 km.
- "Ауто-пут М20“, Харков - граница са Русијом (ка Белгороду), укупна дужина пута је 29 km.
- "Ауто-пут М21“, Житомир - Виница - Могиљев Подољски - граница са Молдавијом, укупна дужина пута је 221 km.
- "Ауто-пут М22“, Полтава - Знамјанка, укупна дужина пута је 187 km.
- "Ауто-пут М23“, Берегово - Виноградов- граница са Румунија (ка Клужу), укупна дужина пута је 50 km.

## Водени саобраћај
Украјина је приморска земља са излазом на Црно море и Азовско море. Предонст је што је обала дугачка, а недостатак је то што су оба мора унутрашња и слабо прометна. Најважнија лука у земљи је Одеса, а од важнијих лука ту су и Севастопољ, Керч, Херсон, Николајев, Мариупољ.
речни саобраћај је развијен, јер је дужина пловних река чак 4400 km, а већина река има дубоко корито. Он је и међународног је значаја и ослања се на значај Дунава, који заправо само малим делом чини границу ка Румунији. Ту се налзи и две државне луке на Дунаву, Измаил и Рени. Друга важна река, посебно у државним оквирима, је Дњепар, који протиче средином Украјине и дели је на источну и запдну половину. На њему се налази и прстоница Кијев, а друге важне луке су: Черкаси, Дњепар, Запорожје и Херсон на ушћу у Црно море. Од мањих река плован је и Припјат, али будући да пролази поред Чернобиља изгубио је некадашњи значај.
Трговачка фолта Украјине броји 193 брода.

## Гасоводи и нафтоводи
Гасовод: Дужина токова је 33.721 km (2007. године).
Нафтовод: Дужина токова је 4.514 km (2007. године).

## Ваздушни транспорт
Будући да је Украјина пространа земља у Европи, ваздушни саобраћај има већи значаја него у њеним другим земљама. У држави постоји неколико авио-компанија, од којих је најпознатија и највећа државна компанија Аеросвит.
У земљи постоји чак 437 званично уписаних аеродрома 2007. године, од чега 193 са чврстом подлогом (погледати: Аеродроми у Украјини). Око 40 аеродрома је уврштено на листу међународних аеродрома са IATA кодом (IATA Airport Code). Најпознатији од њих су:
- Међународни аеродром „Бориспољ“ у Кијеву
- Међународни аеродром „Харков“ у Харкову
- Међународни аеродром „Дњепар“ у Дњепру
- Међународни аеродром „Одеса“ у Одеси
- Међународни аеродром „Доњецк“ у Доњецку
- Међународни аеродром „Симферопољ“ на Криму
- Међународни аеродром „Лавов“ у Лавову
- Међународни аеродром „Херсон“ у Херсону

Највећи и најважнији аеродром у земљи је кијевски Међународни аеродром „Бориспољ“. Значајан је и Међународни аеродром „Симферопољ“ на Криму, најважнијем летовалишту Украјине и бившег СССР-а.